# اوشایکا
اوشایکا (به لاتین: Ushayka) یک رود در روسیه است که در استان تومسک واقع شده‌است.